# Maison de Courtenay de Powderham
Ne doit pas être confondu avec Maison de Courtenay.
La maison de Courtenay de Powderham est une branche cadette de la branche anglaise de la Maison de Courtenay, qui donna depuis Hugues de Courtenay, 9e comte de Devon, des comtes de Devon.
Toujours connue ainsi pour la distinguer de la famille des comtes de Devon, ses membres étaient vicomtes de Devon, et elle était l'une des familles les plus influentes à partir du XVe siècle. La famille descendait de Philippe de Courtenay (1340-1406), fils cadet d'Hugues de Courtenay (1303-1377), 10e comte de Devon. Après la mort d'Édouard de Courtenay (1526-1556), le titre passera à d'autres familles, avant qu'en 1831, la Maison soit officiellement reconnue comme étant détentrice du comté, hérité de son cousin éloigné.

## Patronyme
Dans le Livre du Jugement Dernier de 1086, la tenure de Poldreha~, est à Guillaume II d'Eu (Terra Willelmi de Ow). Bien que Guillaume II ait détenu plusieurs autres propriétés en Angleterre (dans le Dorset, le Wiltshire, le Hampshire, etc.) par le roi, il était dans le Devon, l’un avec des plus modestes tenures par deux exploitations dans le Devon, de Powderham et Whitestone, dont le seigneur était Ranulf en 1086. Guillaume d'Eu se rebella contre le roi Guillaume II d'Angleterre (1087-1100) et fut exécuté.
Le surnom « de Powderham » est apparu car il était de coutume d'appeler les membres d'une famille ayant un fief par le nom d'icelui. La famille des seigneurs des manoirs de Powderham et Whitestone, comme Ranulf, adopta plus tard le nom de famille de Powderham,, comme la famille de Bohun jusqu'à ce qu'ils perdent les terres par déshérence masculine.

## Histoire

Arme des Bohun

Après l'exécution de Guillaume d'Eu, les manoirs de Powderham et de Whitestone devinrent la propriété de la puissante famille de Bohun, ayant déjà le comté d'Hereford et grands propriétaires terriens d'Angleterre. Leur propriétaires continuèrent d'être la famille de Powderham (ou de Pouderham) après la mort de Jean de Powderham (selon Tristam Ridson) ou parce qu'il était sous le coup d'une sanction (selon Guillaume Pole). Le suzerain Humphroy de Bohun (1298-1322) donne Powderham et Whitestone comme dot pour le mariage de sa fille Marguerite de Bohun (morte en 1391), lors de son mariage avec Hugues de Courtenay (1303-1377), comte de Devon. Marguerite légua Powderham dans son testament à son quatrième fils, Philippe de Courtenay, qui devint ainsi le fondateur de la branche cadette de Powderham de la famille de Courtenay.

## Liste des Courtenay de Powderham
- William Courtenay (1553-1630), noble et avocat du Devonshire.